# Макаровецкий сельсовет
Макаровецкий сельсовет — упразднённая административная единица на территории Берестовицкого района Гродненской области Белоруссии. Центр сельсовета был расположен в деревне Макаровцы в 6 км от реки Свислочь и в 24 км от г.п. Б. Берестовица. Общая площадь земель в населённых пунктах, переданных сельсовету, составляла 679,88 га, из них приусадебные земли 302,3 га, пашня — 377,58 га.
На территории сельсовета были расположены две пограничные заставы.

## Состав
Макаровецкий сельсовет включал 19 населённых пунктов:
- Белокозы — деревня.
- Вишневка — деревня.
- Генюши — деревня.
- Игнатовичи — деревня.
- Кудричи — деревня.
- Курчевцы — деревня.
- Лапеневцы — деревня.
- Лишки — деревня.
- Макаровцы — агрогородок.
- Остапковщина — деревня.
- Пачебуты — деревня.
- Петельчицы — деревня.
- Поречье — деревня.
- Реповичи — деревня.
- Русаки — деревня.
- Семёновка — деревня.
- Служки — хутор.
- Трохимы — деревня.
- Уснар-Дольный — хутор.

## История
Макаровецкий сельский Совет образован в 1940 году.
В 2008 году деревня Макаровцы обустроена в агрогородок, в котором проживало 297 человек.

## Демография
В 2011 году в 517 хозяйствах граждан проживало 1079 человек, из них: дети до 16 лет — 185 человек, трудоспособного населения- 453 человек, люди пожилого возраста — 441 человек; инвалидов 1 и 11 группы, пользующихся льготами 86 человек; одиноких престарелых — 48 человек, одиноко проживающих — 125 человек; людей в возрасте старше 80 лет — 114 человек; участников ВОВ нет; узников концлагерей — 3 человека; 24 многодетные семьи .

## Промышленность и сельское хозяйство
На территории сельсовета расположен СПК «Макаровцы», который специализируется на выращивании мясо-молочной продукции, зерна и свеклосеянии.
Также имеется крестьянское хозяйство Баха С. Ф. — 57 га земли.

## Социальная сфера
- «Учебно-педагогический комплекс Макаровский детский сад — общеобразовательная средняя школа» на 176 мест.
- Работает комплексный приёмный пункт в аг. Макаровцы.
- Торговая сеть представлена 4 магазинами Берестовицкого филиала Гродненского облпотребобщества и 1 магазин СПК «Макаровцы». На территории сельсовета имеются 2 отделения почтовой связи — в деревнях Лишки и агрогородке Макаровцы, Макаровская врачебная амбулатория и Лишковский ФАП.
- На территории сельсовета имеется социально-медицинское учреждение «Макаровский дом-интернат для престарелых и инвалидов общего типа» на 20 мест.
- В системе культуры работают Макаровский Дом национальных культур, Лишковский клуб-музей и сельская библиотека, Вишневская сельская библиотека, где открыт Дом социальных услуг.

## Достопримечательности
- Костёл Воздвижения Святого Креста, который постоянно действует с 1795 года, памятник архитектуры раннего классицизма.
- На территории сельсовета в деревне Лишки имеется замок, бывшая усадьба пана Де Вирьёна, архитектурная постройка 1883 года, на территории которой, расположен старинный парк — культурно-историческое наследие Белоруссии.

## Памятные места
- В деревне Лишки установлен памятник в честь 52 земляков, которые погибли в Великую Отечественную войну (1967 год: скульпторы П. Цомпель, А. Великсонов, архитектор Ю. Казаков).

- В агрогородке Макаровцы имеется памятник-скульптура воина и девочки.